# Conservatoire à rayonnement régional de Marseille
 (août 2025).
Le conservatoire Pierre-Barbizet de Marseille, un établissement de l'Institut national supérieur d’enseignement artistique Marseille-Méditerranée (INSEAMM), est un conservatoire classé par l’État Conservatoire à rayonnement régional (CRR).

## Histoire du Conservatoire
L'École de musique gratuite a été fondée par un décret municipal du 9 novembre 1821, grâce à l'énergie de son premier directeur, le Florentin Thomas-Gaspard-Fortuné Barsotti, déjà enseignant au collège royal et fondateur l'année précédente d'une école de chant pour femmes.
L'organiste et compositeur marseillais Henri Messerer a été directeur du Conservatoire à trois reprises entre 1883 et 1904, soit pendant 11 ans au total. Le pianiste Pierre Barbizet (également ancien élève) a été directeur du Conservatoire durant vingt-sept ans, de 1963 jusqu'à sa mort en 1990. Il a profondément marqué cette institution, qui porte désormais son nom depuis son décès.
L'établissement a occupé des locaux sis 45 rue d'Aubagne et a temporairement déménagé de 1842 à 1855 au 40 allée des Capucines (actuelle allée Léon-Gambetta, à l'emplacement de l'ancienne mairie et de l'actuel cinéma). Il occupe depuis 1973 le Palais des Arts, édifié de 1864 à 1874 par l'architecte Henri-Jacques Espérandieu initialement dans le but d'héberger le palais des beaux-arts et la bibliothèque municipale.
Le conservatoire municipal devient un établissement public de coopération culturelle (EPCC) en 2020 en fusionnant avec l'ESADMM, devenant ainsi un établissement de l'Institut national supérieur d'enseignement artistique Marseille-Méditerranée (INSEAMM).
Il accueille annuellement environ plus de 1 500 élèves encadrés par 90 enseignants et répartis dans une soixantaine de disciplines en musique, théâtre et danse (en partenariat avec l'École Nationale de Danse de Marseille).

### Liste des directeurs successifs
| Durée du mandat | Nom                                         | Remarque                                                                                        |
| --------------- | ------------------------------------------- | ----------------------------------------------------------------------------------------------- |
| 1822-1852       | Thomas-Gaspard-Fortuné Barsotti (1786-1868) | Pianiste, organiste, professeur et compositeur.                                                 |
| 1852-1872       | Auguste Morel                               | Compositeur et critique.                                                                        |
| 1872-1876       | Lan                                         | En tant que censeur.                                                                            |
| 1876-1878       | Hasselman                                   |                                                                                                 |
| 1878-1879       | Martin(i)                                   |                                                                                                 |
| 1879-1880       | Josneau                                     |                                                                                                 |
| 1880-1882       | Martin                                      |                                                                                                 |
| 1882-1883       | Prosper Sain-d'Arod (1814-1887),            | Compositeur, ancien maître de chapelle de Saint-Sulpice                                         |
| 1883-1884       | Henri Messerer                              | En tant que censeur.                                                                            |
| 1884-1887       | Lan                                         | En tant que censeur.                                                                            |
| 1887-1889       | Blanc                                       |                                                                                                 |
| 1889-1898       | Henri Messerer                              | Organiste de Saint-Charles, professeur et compositeur.                                          |
| 1898-1903       | Gabriel Gillet (1859-?)                     | Tromboniste, professeur. En tant qu'administrateur.                                             |
| 1903-1904       | Henri Messerer                              | Directeur provisoire                                                                            |
| 1904-1913       | André Gouirand                              | Peintre et critique d'art.                                                                      |
| 1913-1940       | Arthur Michaud                              |                                                                                                 |
| 1940-1961       | André Audoli (1899-1961)                    | Pianiste, professeur et chef d'orchestre.                                                       |
| 1963-1990       | Pierre Barbizet                             | Pianiste et professeur.                                                                         |
| 1991-2019       | Philippe Bride                              | Violoniste, professeur et chef d'orchestre.                                                     |
| 2019-2023       | Raphaël Imbert                              | Saxophoniste, professeur et compositeur.                                                        |
| Depuis 2024     | Aude Portalier                              | Pianiste, professeur et directrice d'établissement public d'enseignement musical et artistique. |

## Le Conservatoire aujourd'hui

### Enseignement
Le Conservatoire comprend différents départements d'enseignement :
- Plusieurs départements de musique instrumentale : cordes frottées (violon, alto, violoncelle, contrebasse, viole de gambe), bois (flûtes, hautbois, basson, saxophone, clarinette), cuivres (cor, trompette, trombone, tuba), instruments polyphoniques (guitare, mandoline, harpe, orgue, percussions), musique ancienne (viole de gambe, flûte à bec, clavecin, basse continue et improvisation), accompagnement, piano, création musicale (analyse, composition, écriture, électro-acoustique, etc.).
- Un département de musique vocale.
- Un département d'art dramatique.
- Un département de formation musicale.
- Un département jazz (créé en 1963, première classe de jazz dans un Conservatoire en France).
- Des pratiques collectives : chœurs, direction, ensembles et orchestres.

### Diplômes
Accessible sur concours pour chaque étape du cursus, le Conservatoire propose une scolarité depuis l'éveil musical jusqu'à la professionnalisation avec un contrôle continu de connaissances et un examen de fin d'année ou de cycle (devant jury).
Les Cycles 2 et 3 sont sanctionnés respectivement par un Brevet d'Etudes Musicales (BEM) et un Certificat d'Etudes Musicales (CEM). Au-delà, le Diplôme d'Etudes Musicales (DEM) vient couronner le cycle spécialisé pour les élèves se destinant à devenir professionnel.

### Partenariats
Le Conservatoire, en partenariat avec l’Éducation nationale, s’inscrit dans un cycle de classes à horaires aménagés dans le domaine musical. L'école élémentaire du Cours Julien et les collèges Thiers et Longchamp participent à ce cycle aménagé.
En collaboration avec la Philharmonie de Paris et le programme éponyme, le Conservatoire accueille avec le soutien de la Ville de Marseille le programme Orchestre Démos Marseille, qui permet à des enfants résidant dans des quartiers ciblés par la Ville de découvrir la musique dite classique et d'accéder à la pratique orchestrale.
Le Conservatoire est également partenaires de plusieurs évènements dont le festival Mars en Baroque, qui y organise chaque année son "Prélude".

### Saison publique
Tout au long de l’année, le Conservatoire propose une programmation de concerts gratuits et accessibles donnés par les élèves et leurs enseignants, parfois avec des artistes invités et ou coorganisés avec des évènements partenaires.

## Liste de professeurs et anciens professeurs
- Pascal Gallet : Professeur de piano. Pianiste - concertiste international
- Isabelle Vernet
- Véronique Pelissero
- Nadine Palmier
- Anne Périssé dit Préchacq : professeur de direction de chœur, maîtrise d'enfants
- Emmanuel Arakélian : orgue
- Salomé Gasselin : viole de gambe
- Christine Lecoin : clavecin
- Marine Sablonnière : flûte à bec
- Tibère Raffalli: Professeur de chant lyrique

## Liste des anciens élèves du conservatoire
- Ariane Ascaride, actrice[12]
- Raphaël Imbert, saxophoniste
- Pauline Courtin , soprano

- Marina Chiche, violoniste